# 4569 Baerbel
4569 Baerbel eller 1985 GV1 är en asteroid i huvudbältet som upptäcktes den 15 april 1985 av den amerikanska astronomen Carolyn S. Shoemaker vid Palomar-observatoriet. Den är uppkallad efter Baerbel K. Lucchitta.
Asteroiden har en diameter på ungefär 9 kilometer och den tillhör asteroidgruppen Maria.